# Grimm (efternavn)
 For alternative betydninger, se Grimm (flertydig). (Se også artikler, som begynder med Grimm)
Grimm er et tysk efternavn.
Kendte personer med dette efternavn omfatter:
- Friedrich Melchior Grimm (1723−1807), tyskfødt fransk skribent og kritiker
- Herman Grimm (1828−1901), tysk forfatter
- Brødrene Grimm
  - Jacob Grimm (1785−1863), tysk sprog- og litteraturforsker, samler af eventyr og sagn og den ældste af Brødrene Grimm
  - Wilhelm Grimm (1786−1859), tysk sprog- og litteraturforsker og samler af eventyr og sagn og den yngste af Brødrene Grimm